# 알 클리버
알 클리버(Al Cliver, 1951년 7월 16일 ~ )는 이탈리아의 영화배우이다.
알렉산드리아에서 태어났다.

## 영화
- 데모니아 (1990년)
- 앨리스가 거울을 깼을 때 (1988년)
- 원초적 욕망 (1987년)
- 환상의 루실리아 (1986년)
- 머더록 (1984년)
- 검은 고양이 (1981년)
- 비욘드 (1981년) - 해리스 박사 역
- 섹소 카니발 (1980년)
- 좀비2 : 시체들의 섬 (1979년)
- 엠마뉴엘 인 이집트 (1977년)